# Ekstraliga rugby 7
Ekstraliga rugby 7 – najwyższa w hierarchii liga męskich ligowych rozgrywek rugby siedmioosobowego w Polsce. Zmagania toczyły się cyklicznie (co sezon) od 2003 do 2014. W 2014 zostały połączone z rozgrywanymi dotąd niezależnie mistrzostwami Polski w rugby 7. Początkowo nosiły nazwę Polskiej Ligi Rugby 7, następnie Ekstraligi Rugby 7.

## Zasady
Rozgrywki odbywały się w formule turniejowej. Składały się z serii turniejów organizowanych przez kluby uczestniczące w rozgrywkach oraz turnieju finałowego, w którym brały udział najlepsze kluby z podsumowania punktacji uzyskanej we wcześniejszych turniejach.

## Historia
Zwycięzcy turniejów finałowych ligi:
| Rok  | Mistrz                   | Wicemistrz             | Trzecie miejsce        |
| ---- | ------------------------ | ---------------------- | ---------------------- |
| 2004 | AZS Folc Warszawa        | Juvenia Kraków         | Skra Warszawa          |
| 2005 | Folc AZS Warszawa        | Arka Gdynia            | Skra Warszawa          |
| 2006 | Baltrex Šiauliai (Litwa) | Frogs & Co. Warszawa   | Folc AZS Warszawa      |
| 2007 | AZS AWF Katowice         | Alfa Bydgoszcz         | Biało-Czarni Nowy Sącz |
| 2008 | AZS AWF Katowice         | Alfa Bydgoszcz         | Flota Gdynia           |
| 2009 | Flota Gdynia             | AZS AWFiS Gdańsk       | Arka Rumia             |
| 2010 | RK Unisław               | Arka Rumia             | Flota Gdynia           |
| 2011 | AZS AWFiS Gdańsk         | RK Unisław             | Arka Rumia             |
| 2012 | Orkan Sochaczew          | Biało-Czarni Nowy Sącz | RC Kosmaz Koszalin     |
| 2013 | Orkan Sochaczew          | RK Unisław             | AZS AWFiS Gdańsk       |
| 2014 | RC Igloo Ruda Śląska     | RK Unisław             | Tytan Gniezno          |